# Calbuco
Calbuco é uma comuna chilena, localizada na Província de Llanquihue, Região de Los Lagos.
A comuna limita-se: a noroeste com Maullín; a nordeste com Puerto Montt; e a sul com o Golfo Corcovado). 

## História
Os territórios atuais de ilhas, canais, fiordes e costões onde se assenta a Comuna de Calbuco foram habitados desde o inicio da história americana. Desde 11.500 anos havia presença humana no sítio Monteverde.
Descendentes destes humanos pre-históricos foram as etnias chamadas huilliches, chonos, juncos, poyas que batizaram as ilhas e os golfos como Caicaén, Calbuco, Abtao, Huito ou Reloncaví ou Tabón.
Após a chegada dos europeus a América, estes estenderam seus domínios sobre as terras e os homens até os mais remotos confins.
Pedro de Valdivia um destes europeus, em sua marcha de expedição para o sul buscando o Estreito de Magalhães, descobriu as ilhas do Arquipélago Calbucano. Anos mais tarde foi o poeta Alonso de Ercilla quem visitou este arquipélago, o que foi chamado de La Cananea.
Com a conquista de Chiloé em 1567 e a fundação das vilas de Santiago de Castro e San Antonio de Chacao os territórios calbucanos passaram a formar parte da jurisdição de Chiloé.